# Кризис между Венесуэлой и Колумбией (2015)
Кризис между Венесуэлой и Колумбией 2015 г. — дипломатический, гуманитарный и экономический кризис, разгоревшийся между правительствами колумбийца Хуана-Мануэля Сантоса и венесуэльца Николаса Мадуро вокруг предполагаемого присутствия на венесуэльской территории членов военизированных группировок, последующего объявления чрезвычайного положения в ряде населённых пунктов приграничного штата Тачира и закрытия границы на неопределённый срок. 7 сентября 2015 г. граница также была перекрыта в регионах штата Сулия. 15 числа того же месяца действие мер, принятых венесуэльской стороной распространилось на населённые пункты штата Апуре и новые территории Сулии. 22 сентября на чрезвычайном положении была объявлена восьмая зона, в штате Амасонас, и три новые муниципии Апуре.

## Исторический контекст
В 1970-е годы многие колумбийцы бежали в Венесуэлу от внутреннего вооружённого конфликта в своей стране. В 1990-е годы они составляли, согласно социологу Андского Университета Венесуэлы Ракель Альварес, 77 % от общего количества иммигрантов в Венесуэле. В начале 2000-х годов венесуэльский президент Уго Чавес финансировал с помощью доходов от нефти социальные программы — так называемые «боливарианские миссии». Благодаря этим программам, колумбийцам предоставили жильё, право голоса и воспользовались другими социальными мерами, в том числе, созданием автобусных маршрутов через границу Колумбии и Венесуэлы. Колумбийцы, получившие эти льготы, вернули оказанную поддержку правительству в виде голосов на выборах. С другой стороны, валютный контроль и субсидии породили контрабандистскую деятельность на границе Колумбии и Венесуэлы. Некоторые колумбийцы использовали субсидии для того, чтобы торговать в Колумбии продуктами с ценами фиксированными в Венесуэле, извлекая из этого немалую прибыль.

## Предшествующие события
19 августа 2015 г., в районе Симон-Боливар города Сан-Антонио-дель-Тачира, два человека на мотоцикле —согласно правительству Венесуэлы, боевики и контрабандисты— ранили в спину из длинноствольного оружия четырёх антиконтрабандистов: лейтенантов Даниэля Велоса Сатаэлью и Алексиса Родригеса, ефрейтора вооружённых сил Венесуэлы Мигеля Нуньеса и человека в штатском, который помогал им, опознанного, как Рамон Вуэльвас, «Эль-Пайса».
В тот же самый день венесуэльское правительство приказало полиции развернуть масштабную операцию против преступных банд в двух пограничных городах (Сан-Антонио-дель-Тачира и Уренья), в рамках «Плана по освобождению и защите народа», который Мадуро запустил в августе в Каракасе и других городах, в целях развития государственной борьбы с организованной преступностью.
Операция предусматривала также закрытие границы на 3 суток.
На следующий день, 20 августа, президент Николас Мадуро высказался относительно происходящего: «Покушения на наши Вооружённые силы — лишь очередной эпизод постоянных выступлений против приграничных народов Тачиры и Сулии.» Мадуро указал на то, что причиной отсутствия безопасности и экономического кризиса является расположение колумбийских парамилитарес на венесуэльской территории и отдал приказ милитаризировать границу.
Мадуро обвинил Альваро Урибе, бывшего президента Колумбии и действующего сенатора на момент происшествий, в координации убийств в регионе. Урибе заявил через свой аккаунт в Твиттере, что президент Венесуэлы нападает на него от отчаяния и что его не запугать, а также, что не собирается прекращать свою поддержку венесуэльской оппозиции «до полной победы над диктатурой» и намеревается посетить пограничный пункт Международный мост Симон Боливар для того, чтобы выразить там свою солидарность тем, кто подвержен «пыткам и гонениям» со стороны венесуэльского правительства.
С другой стороны, газета из США на испанском Эль-Нуэво-Херальд опубликовала сообщение о том, что „согласно хорошо осведомленным лицам“, конфликт зародился вследствие подписания президентом Колумбии Хуаном-Мануэлем Сантосом приказа об экстрадиции в Соединённые Штаты двух членов Картеля Лос-Солес, действующего на колумбийско-венесуэльской границе, которые могли дать показания о связи между высокопоставленными венесуэльскими чиновниками и наркобизнесом.
24 августа, на пресс-конференции в Дворце Мирафлорес, венесуэльский президент объявил о задержании группы, совершившей нападение 19 августа на антиконтрабандистов. Среди задержанных оказались колумбийцы Эрика Монкада (29 лет), Карлос Аранго (31 год), предполагаемый глава группировки Франклин Валерио (22 года) и несовершеннолетний Серхио Молина. В участии в засаде также обвинялись венесуэльцы Сесар Леон и Вильмер Тарасона.

## Развитие кризиса

### Объявление чрезвычайного положения
21 августа венесуэльское правительство объявило о введении чрезвычайного положения на срок 60 дней в муниципиях Боливар, Уренья, Хунин, Либертад и Индепенденсия (в штате Тачира, граничащем с Колумбией). Согласно Мадуро, „эта мера направлена на восстановление порядка, мира, спокойствия, справедливости и действительно человеческой границы“. Главой зоны на чрезвычайном положении назначен губернатор штата Тачиры Хосе-Грегорио Вьельма Мора.
Президент Колумбии Хуан-Мануэль Сантос высказал своё сожаление относительно этого решения Каракаса и попросил усилить сотрудничество между обеими странами в борьбе с партизанами, боевиками, наркоторговцами и контрабандистами.

### Депортация и вынужденная эмиграция колумбийцев
За объявлением чрезвычайного положения последовала полицейская „Операция по освобождению народа“. В поисках колумбийских боевиков был обследован район Ла-Инвасьон в Сан-Антонио-дель-Тачира, где 90 % жителей являются колумбийцами. В ходе операции, 185 колумбийских граждан были депортированы в Колумбию, а 8 членов колумбийской военизированной группировки Лос-Урабеньос были арестованы. Депортированные заявили о применении физического и вербального насилия со стороны Боливарианской национальной гвардии, а также о случаях грабежей и мародёрства. Венесуэльские силовики обыскали дом за домом в поисках преступников, оставляя на стенах отметки R и D, обозначая таким образом уже обысканные жилища и дома на снос. Многие семьи оказались разлучены, так как родители-колумбийцы были высланы в Колумбию без детей, имеющих венесуэльское гражданство.
В ночь на 23 августа в Кукуте был установлен Единый центр управления, под начальством полиции г. Сан-Матео, «с целью осуществления защиты прав депортированных колумбийцев, оказания поддержки расставшимся семьям и предоставления информации для населения», согласно официальному объявлению, обнародованному Хуаном-Мануэлем Сантосом. Мигранты были обеспечены питанием, медицинским обслуживанием и средствами передвижения в миграционные центры.
На протяжении развития кризиса, некоторые колумбийские СМИ опубликовали сообщения о нападениях на заведения, принадлежащие венесуэльцам.
Председатель Национальной ассамблеи Венесуэлы Диосдадо Кабельо подтвердил, что граница с Колумбией останется закрытой пока ситуация не вернётся «в пределы терпимого». Он также указал на то, что в венесуэльских пограничных населённых пунктах население жило «под комендантским часом, навязанным боевиками».
25 августа Хуан-Мануэль Сантос публично осудил выселения: «Проводить облавы по домам, насильно выпихивать жильцов, разлучать семьи, не позволив им даже собрать вещи и помечать их дома для того, чтобы позже снести их, — абсолютно неприемлемые методы, напоминающие нам горькие страницы Истории, которые не должны повториться».

### Встреча министров иностранных дел 26 августа
В поисках выхода из кризиса министры иностранных дел Колумбии, Мария-Анхела Ольгин, и Венесуэлы, Делси Родригес, встретились 26 августа в Картехене (Колумбия). Помимо пограничного вопроса на встрече должны были быть затронуты и другие вопроса, как торговля наркотиками, контрабанда бензина и продуктов питания. Надежды не оправдались и 5-часовые дебаты не приблизили стороны к решению кризиса.
На встрече было решено, тем не менее, что депортированные вернутся на венесуэльскую территорию за своими вещами в сопровождении колумбийского омбудсмена. Также был установлен календарь встреч между обмудсменами и министрами обороны обеих стран для установления протоколов по охране прав депортированных и борьбе с контрабандой и преступной деятельностью на границе.

### Отзыв послов и расширение чрезвычайного положения
На 27 августа была намечена встреча колумбийского омбудсмена Хорхе-Армандо Оталоро и губернатора штата Тачира Хосе-Грегорио Вьельмы Моры. Колумбийский уполномоченный должен был войти на венесуэльскую территорию с грузовиками с целью забрать вещи депортированных колумбийцев, но после 2 часов ожидания, омбудсмен удалился, так и не дождавшись разрешения от венесуэльской стороны.
Вследствие этого инцидента, Хуан-Мануэль Сантос отозвал посла из Каракаса. Мадуро, со своей стороны, принял аналогичное решение, отозвав венесуэльского посла из Боготы.
На следующий день Николас Мадуро объявил, что действие чрезвычайного положения должно распространиться на другие 4 муниципия Тачиры, граничащие с Колумбией (Аякучо, Гарсия-де-Эвия, Лобатера и Панамерикано), «для того, чтобы государство могло принять адекватные меры для облегчения экономического положения, в соответствии со ст. 1 указа № 1969».

### Невмешательство Организации Американских Государств
19 августа Колумбия попросила Организацию Американских Государств (ОАГ) организовать встречу министров иностранных дел для обсуждения сложившегося «тяжелого гуманитарного кризиса». Но на голосовании 31 августа за вмешательство проголосовали 17 государств, тогда как, по уставу ОАГ, нужно было достигнуть 18 голосов. В результате чего организация отказалась заниматься этим вопросом.
- За: Колумбия, Коста-Рика, Эль-Сальвадор, США, Гватемала, Гвиана, Гондурас, Ямайка, Мексика, Парагвай, Перу, Сент-Люсия, Уругвай, Багамы, Барбадос, Канада, Чили;
- Против: Эквадор, Гаити, Никарагуа, Боливия и Венесуэла.
- Воздержались: Панама, Гренада, Доминиканская Республика, Сент-Китс и Невис, Сент-Винсент и Гренадины, Суринам, Тринидад и Тобаго, Антигуа и Барбуда, Белиз, Бразилия и Аргентина;
- Отсутствовала: Доминика.

После того, как стали известны результаты, Мария-Анхела Ольгин заявила, что Венесуэла оказывает давление на страны Карибского моря через государственную корпорацию «Петрокарибе», которая поставляет им нефть по льготным тарифам. Также она выразила своё удивление по поводу решения Панамы, которая поменяла свой голос в последний момент. На что президент Панамы Хуан-Карлос Варела ответил, что его государство считает, что в подобных конфликтах следует искать согласия, а не разделения и поляризации позиций. В любом случае, Ольгин расценила результат как доказательство того, что большинство стран ОАГ считают необходимым войти в обсуждение данного вопроса.

### Меры, принятые колумбийской стороной
После объявления чрезвычайного положения на границе со стороны Венесуэлы, колумбийское правительство издало распоряжение № 1770 от 7 сентября о введении экстренного экономического, социального и экологического положения в приграничных муниципиях на срок 30 календарных дней. Норма предусматривала меры поддержки депортированных, репатриированных, вернувшихся и выдворенных из Венесуэлы, а также по экономической нормализации в 7 департаментах Колумбии и 40 приграничных муниципальных округах.
Неделю спустя, 14 сентября, Хуан-Мануэль Сантос подписал указ № 1814 2015 г., предусматривающий специальное разрешение на въезд и пребывание в Колумбии, а также возможность заявить на колумбийское гражданство для супругов или постоянных сожителей депортированных, выдворенных или вернувшихся колумбийцев, являющихся гражданами Венесуэлы.

### Закрытие границы в штате Сулия
4 сентября Каракас разрешил открыть гуманитарный коридор для детей, проживающих в Венесуэле и учащихся в Колумбии. Эта мера, распространяющаяся на около 1000—1500 учеников, была одним из условий, которые Хуан-Мануэль Сантос поставил для проведения встречи с Николасом Мадуро.
7 сентября, когда казалось, что двусторонние отношения улучшаются вследствие посредничества Католической церкви и в ожидании встречи между обоими президентами, Николас Мадуро ввёл частичное чрезвычайное положение в штате Сулия и объявил мобилизацию 3000 солдат, которые должны были присоединиться к 2000 уже дислоцированым в регионе.
Оправданием для этой меры, действие которой охватило муниципии Мара, Гуахира и Альмиранте-Падилья, стало «регулярная, беспрецедентная, внезапная и нарастающая угроза для прав населения со стороны военизированных организаций, наркоторговцев и вывозных контрабандистов».
В своём выступлении президент Мадуро обещал, что закрытие границы не должно затрагивать свободное перемещение индейцев вайю между колумбийским департаментом Ла-Гуахира и венесуэльским штатом Сулия. Тем не менее, после вступления в силу чрезвычайного положения, поступили сообщения о несоблюдении этого условия на пропускном пункте Парагуачон.

### Встреча министров иностранных дел 12 сентября
12 сентября состоялась другая встреча между Марией-Анхелой Ольгин и Делси Родригес, на этот раз в Кито (Эквадор). Целью встречи было подготовление встречи между президентами Хуаном-Мануэлем Сантосом и Николасом Мадуро, но не было опубликовано никакой конкретной даты. 4-часовая встреча прошла во Дворце Нахас, в присутствии министра иностранных дел Эквадора Рикардо Патиньо (временного председателя Сообщества латиноамериканских и карибских государств) и Уругвая Родольфо Нина Новоа (временного председателя Союза южноамериканских наций).

### Предполагаемые вторжения в воздушное пространство Колумбии
Вечером 12 сентября Министерство обороны Колумбии объявило, что системы противовоздушной обороны засекли вторжение в колумбийское пространство двух военных самолётов Венесуэлы Hongdu JL-8 в районе Альта-Гуахира.
Согласно министерству, изначально самолёты проникли в колумбийское воздушное пространство на глубину 2,9 километра, пролетев над районом Махаюра (деревня Майкао), а позже — на глубину около 2,27 километров, над армейской частью в районе Ла-Флор. В обоих случаях они быстро повернули обратно в направлении Кастильетес.
Инцидент произошёл в тот же день, когда состоялась безрезультатная встреча министров иностранных дел в Кито. 13 сентября венесуэльская министр Делси Родригес опровергла какое-либо вторжение в колумбийское пространство со стороны Военно-воздушных сил Венесуэлы.
14 сентября командующий ВВС Колумбии генерал Карлос Буэно заявил о новом нарушении воздушной границы со стороны венесуэльского военного самолёта, пролетевшего на день раньше над департаментом Вичада. Предположительно полёт проник на 10 километров в глубину колумбийского пространства, над лесистым районом, расположенным между Ла-Вентуроса и Нуэва-Антиокия. Затем последовал вираж на 350º и летательный аппарат покинул колумбийскую территорию в направлении венесуэльского штата Апуре.
15 сентября Министерство обороны Колумбии заявило о новом вторжении двух венесуэльских самолётов F-16 A/B в области Ла-Гуахиры. В ответ, ВВС Колумбии мобилизовали 4 самолёта IAI Kfir C-10/12 и подтянули к границе части морской пехоты.

### Закрытие границы в штате Апуре и новых зонах Сулии
15 сентября Николас Мадуро объявил о том, что закрытие границы распространится на новые территории: зоны 6 (муниципия Паэс) и 7 (муниципии Ромуло-Гальегос и Педро-Камехо) в Апуре, а также зоны 4 и 5 (муниципии Хесус-Энрике-Лоссада, Росарио-де-Периха, Мачике-де-Периха, Ла-Каньяда, Хесус-Мария-Семпрун, Кататумбо и Колон) в штате Сулия.
Мадуро заявил, что не видит со стороны колумбийского президента достаточной заинтересованности в проведении встречи и приказал министру обороны, Владимиру Падрино Лопесу повысить готовность вооружённых сил Венесуэлы —сухопутных войск, ВВС, ВМС и Национальной гвардии— для того, чтобы быть в состоянии ответить на любую возможную провокацию со стороны Колумбии. На следующий день, Хуан-Мануэль Сантос выступил по телевидению, выразив желание встретится с венесуэльским президентом и найти решение «с помощью уважительного, честного и искреннего обмена мнениями, основанном на фактах и реальном положении дел».

### Катастрофа Су-30 ВВС Венесуэлы
17 сентября, около 21:07, истребитель Су-30МКИ разбился на северо-западе Венесуэлы, в нескольких километрах от колумбийской границы. Согласно министру обороны Владимиру Падрино Лопесу, потерпевший крушение самолёт взлетел с аэродрома «Мануэль Риос» (Эль-Сомбреро, штат Гуарико) для того, чтобы ответить на вторжение в венесуэльское воздушное пространство со стороны Колумбии. Оба пилота, капитан Рональд Рамирес Санчес и капитан Хаксон Гарсия Бетанкурт скончались в катастрофе и были посмертно произведены в майоры. Власти объявили о создании комиссии для выяснения причин крушения. Министерство обороны Венесуэлы связало инцидент с деятельностью военизированных группировок в области, где имела место катастрофа. Падрино Лопес сообщил о намерении Мадуро заменить разбитый Су-30 и прийти к соглашению с Россией о расширении венесуэльского парка самолётов этого типа.
После падения самолёта, количество войск на границе повысилось и к операции присоединился механизированный батальон.

### Пересечение колумбийской границы венесуэльскими войсками
18 сентября Национальная армия Колумбии сообщила, что венесуэльские войска проникли на территорию колумбийской муниципии Майкао (Гуахира). По докладу, около 15 солдат вошли в Колумбию, преследуя вооружённого человека на мотоцикле. В Майкао преследуемый бросил своё средство передвижения и спрятался в доме. Венесуэльские военнослужащие сожгли мотоцикл и вернулись на свою территорию. Колумбийские власти заявили, что на месте были найдены гильзы калибра 7,62 × 39 мм от АК-103 Боливарианской армии. Отряд колумбийцев остался на месте происшествия до полного прояснения обстоятельств.

### Встреча президентов 21 сентября
21 сентября во Дворце Каронделет (резиденции правительства Эквадора) прошла первая встреча Хуана-Мануэля Сантоса и Николаса Мадуро с начала кризиса, в присутствии президентов Уругвая Табаре Васкеса и Эквадора Рафаэля Корреа. В задачи собрания входила активизация двустороннего диалога в поисках решений для восстановления прав человека, борьбы с контрабандой и незаконными вооружёнными формированиями, действующими на границе.
После 5 часов переговоров президент Эквадора Рафаэль Корреа зачитал для СМИ декларацию, в которой руководители подчеркивали сближение позиций и взывали к «духу братства, взаимного уважения и компромисса».
Достигнутое соглашение излагалось в 7 пунктах:
- Немедленное возвращение обоих послов;
- Укрепление двустороннего диалога;
- Проведение расследования о сложившемся положении;
- Организация встреч представителей министерств для обсуждения деликатных вопросов;
- Постепенная нормализация ситуации в приграничных зонах;
- Сосуществование социальных, политических и экономических моделей обеих стран;
- Совместная работа при поддержке Эквадора и Уругвая.

После встречи, Мадуро заявил, что «победил диалог, победил здравый смысл победило то, что всегда должно превалировать в отношениях между нашими странами — мир». Со своей стороны, Сантос подтвердил: «Как сказал президент Мадуро, превалировал здравый смысл. Обсуждение прошло в спокойной, уважительной и конструктивной обстановке. Я очень доволен восстановлением диалога с Венесуэлой».

### Закрытие границы в штате Амасонас и на новых участках Апуре
22 сентября Николас Мадуро объявил о введении восьмой зоны чрезвычайного положения в штате Амасонас и расширил действие меры на 3 новые муниципии Апуре в то время как представители обеих стран вели переговоры в Каракасе. В результате переговоров, правительство Венесуэлы обязалось перед Унасур урегулировать положение выдворенных колумбийцев и позволить их возвращение. В то же время, Межамериканская комиссия по правам человека заявила о критическом гуманитарном положении депортированных и вернувшихся.

## Последствия

### Зонирование территории на чрезвычайном положении
Территории на чрезвычайном положении, были разделены на зоны, в каждую из которых вошли по нескольку муниципий под начальством офицеров Вооружённых сил Венесуэлы.
| Зона   | На чрезвычайном положении | Штат     | Муниципии                                                                          | Карта |
| ------ | ------------------------- | -------- | ---------------------------------------------------------------------------------- | --- |
| Зона 1 | С 22/08/2015              | Тачира   | Боливар, Педро-Мария-Уренья, Хунин, Либертад, Индепенденсия, Рафаэль-Урданета      | Mapa de las diversas zonas en las que se han dividido los municipios bajo estado de excepción en Venezuela. |
| Зона 2 | С 28/08/2015              | Тачира   | Аякучо, Эвия, Лобатера, Панамерикано                                               | Mapa de las diversas zonas en las que se han dividido los municipios bajo estado de excepción en Venezuela. |
| Зона 3 | С 07/09/2015              | Сулия    | Гуахира, Мара, Альмиранте-Падилья                                                  | Mapa de las diversas zonas en las que se han dividido los municipios bajo estado de excepción en Venezuela. |
| Зона 4 | С 15/09/2015              | Сулия    | Хесус-Энрике-Лоссада, Росарио-де-Периха, Ла-Каньяда-де-Урданета, Мачикес-де-Периха | Mapa de las diversas zonas en las que se han dividido los municipios bajo estado de excepción en Venezuela. |
| Зона 5 | С 15/09/2015              | Сулия    | Хесус-Мария-Семпрун, Кататумбо, Колон                                              | Mapa de las diversas zonas en las que se han dividido los municipios bajo estado de excepción en Venezuela. |
| Зона 6 | С 15/09/2015              | Апуре    | Паэс                                                                               | Mapa de las diversas zonas en las que se han dividido los municipios bajo estado de excepción en Venezuela. |
| Зона 7 | С 15/09/2015              | Апуре    | Ромуло-Гальегос, Pedro Camejo                                                      | Mapa de las diversas zonas en las que se han dividido los municipios bajo estado de excepción en Venezuela. |
| Зона 8 | Después del 23/09/2015    | Амасонас | Атабапо, Атурес, Аутана, Мароа y Рио-Негро                                         | Mapa de las diversas zonas en las que se han dividido los municipios bajo estado de excepción en Venezuela. |

### Гуманитарный кризис
В рамках чрезвычайного положения венесуэльские власти привели в исполнение массовое выселение колумбийцев и штате Тачира и их последующую депортацию в пограничный город Кукута. В то же время многие самостоятельно пересекли колумбийско-венесуэльскую границу. В результате сложилась тяжелая гуманитарная ситуация, которая вскоре превысила возможности колумбийской миграционной службы и органов поддержки беженцев. По этой причине, действие сосредоточилось на удовлетворении наиболее базовых пищевых и непищевых потребностей (поставке комплектов для личного ухода, одежды, воды, подгузников, матрасов, палаток и одеял). Разные государственные и негосударственные организации (под координацией УКГВ) приняли участие в доставке этого материала и оказали поддержку вновь прибывшим.
Основное количество депортаций пришлись на область, расположенную между городами Кукута (Колумбия) и Сан-Антонио-дель-Тачира (Венесуэла). По мере прибытия депортированных потребовалось увеличить количество приютов и приёмных центров. 24 августа в Кукуте установилось руководство МВД по обслуживанию прибывающих в Кукуту и Вилья-дель-Росарио, а также для координации учреждений, принимающих участие в операции и предоставлении информации aparte de coordinar la respuesta y flujo de información institucional.
В начале сентября расширились приюты Кукуты и Вилья-дель-Росарио. Были задействованы отели, школы, общежития и церкви. Также началась регистрация беженцев. В обеих муниципиях было объявлено бедственное положение ввиду недостатка человеческих и материальных ресурсов. В эти же дни беженцы стали оседать в Арауке и Гуахире, но в меньшем количестве, чем в Северном Сантандере.
В районе Парагуачон, между Гуахирой и Сулией, население серьёзно пострадало от закрытия границы, так как во многом его существование зависело от трансграничной торговли и закупок топлива в Венесуэле. В то же время правительства Колумбии и Венесуэлы достигли соглашения относительно открытия гуманитарных коридоров (в том числе, через международные мосты Симон Боливар и Франсиско де Паула Сантандер) для учащихся в Колумбии, проживающих в Венесуэле. К 10 сентября также были запущены планы по охране здоровья для беженцев, в частности в Северном Сантандере, регионе принявшем наибольшее количество потерпевших.
На 18 сентября около 21 294 человек прибыли в колумбийские департаменты Северный Сантандер, Араука, Гуахира и Вичада, из которых 1 608 были зарегистрированы на пропускных пунктах как депортированные, а остальные вернулись самостоятельно, опасаясь сложившегося социально-экономического положения и уходя от возможной депортации. Из этих последних, около 1 342 вернулись на своё предыдущее место жительства в Колумбии с помощью Международной организации по миграции. 325 человек заявили на статус беженцев.
После полного закрытия границы 22 сентября, также закрылись регистрационные центры в Северном Сантандере, Гуахире, Арауке и Вичаде. Итого в Едином регистре потерпевших значилось 22 024 человек. Некоторые организации высказали опасения в связи с тем, что эта мера может затруднить реальную оценку количества потерпевших и их потребностей.
|                       | Северный Сантандер | Араука | Гуахира | Вичада | Итого |
| --------------------- | ------------------ | ------ | ------- | ------ | ----- |
| Число депортированных | 1099               | 93     | 522     |        | 1714  |
| Число вернувшихся     | 18646              | 1250   | 1938    | 190    | 22024 |
| Итого                 | 19745              | 1343   | 2460    | 190    | 23738 |

## Международные реакции

### Надгосударственные организации
- 28 октября ООН призвала Венесуэлу уважать человеческие права депортированных и проявила обеспокоенность гуманитарным кризисом. Представитель Управления Верховного комиссара ООН по правам человека Руперт Колвилл сообщил, что намеревается пристально наблюдать за положением[89].
- 29 августа дипломатический орган ЕС, Европейская служба внешнеполитической деятельности, заявила:

Закрытие границы между Венесуэлой и Колумбией (и последующее принудительное переселение) ставит под угрозу стабильность, безопасность и гуманитарное положение приграничных регионов.

Необходимо избежать нарастания конфликта. Надо найти взаимно выгодные решения, в рамках уважения к правам человека, и гарантировать благополучие местного населения.
- 1 сентября постоянная комиссия ОАГ отказала Колумбии в обсуждении кризиса[90][90].

### Правительства
- Министр иностранных дел Парагвая Эладио Лоисага призвал к уважению человеческих прав венесуэльских колумбийцев и взаимопониманию между обеими нациями. Также он попросил страны региона отдать приоритет решению этого конфликта[91].
- Госдепартамент США заявил, что Соединённые Штаты готовы работать совместно с обеими странами и другими партнёрами в регионе для того, чтобы найти мирный, человечный и устойчивый выход из положения, с уважением к безопасности границ, упорядоченным миграционным передвижениям, и попросил обратить внимание на ухудшение гуманитарной ситуации на границе[92].

### Католическая церковь
- 6 сентября папа Франциск назвал ситуацию «болезненной», объявил о предстоящей встрече епископов обеих народностей и призвал венесуэльский и колумбийский народы молиться для того, чтобы преодолеть все трудности в духе братства и солидарности[93].

### Неправительственные организации
- 26 августа организация Amnesty International заявила:

Государство обязано обеспечивать безопасность и поддерживать порядок, в том числе, в приграничных зонах, и при некоторых особых обстоятельствах, предусмотренных законом, они вправе вводит чрезвычайное положение на какой-то ограниченный период времени. Но эти действия не могут сопровождаться нарушениями прав человека. […] Выдворения и депортации должны содержать все гарантии, предусмотренные внутренним законодательством, и соответствовать международным нормам о правах человека. Поэтому венесуэльское государство должно позаботиться о том, что все выдворения и депортации рассматриваются в индивидуальном порядке, в рамках справедливого и прозрачного делопроизводства, с возможностью обжаловать выдворение и добиться пересмотра дел. […] Венесуэла обязана охранять право на жизнь, на физическую неприкосновенность, на законность процедур и на судебную защиту, даже когда действует чрезвычайное положение.